# 格莱先贝格
格莱先贝尔格是德国图林根州的一个市镇。总面积46.83平方公里，总人口2822人，其中男性1396人，女性1426人（2011年12月31日），人口密度60人/平方公里。